# Csebze
Csebze (románul: Cebza) település Romániában, a Bánságban, Temes megyében.

## Fekvése
A Temes mellett, Temesvártól délnyugatra, Macedónia és Csák közt fekvő település.

## Története
Csebze nevét 1333-ban Chevzen alakban írva említette először oklevél. 1334-ben Chewe, 1335-ben Chevze 1395-ben Chuze 1421-ben Cheuze 1808-ban Csepza, 1851-ben Csebza írásmóddal írták.
A település a középkorban Temes vármegyéhez tartozott.
Neve már szerepelt 1332-1337 közt is szerepelt a pápai tizedjegyzékben, tehát már ekkor egyháza is volt.
1395-1421 között a Csáki család birtoka volt, de 1395-ben Csáki Miklós temesi főispán átadta a királynak több biharmegyei birtokért, de 1401-ben a család több  beregvármegyei birtokért visszakapta Zsigmond királytól, aki 1405-ben új adománylevelet állított ki a helységre. A település még 1421-ben is a Csákiak birtoka volt, akik ekkor megosztoztak Csőzén.
Csebze a török időkben sem pusztult el, a törökök kiűzése után, az 1717. évi összeíráskor a csákovai kerületben, a lakott helyek között tartották számon, 80 lakott házzal. Csebzét a Mercy-féle térképen is feltüntették. 1848-ig kamarai birtok volt. 
1884-ben árvíz, 1888-ban kolera járvány pusztított a községben.
A  falu Szelistye-dűlőjében földalatti folyosómaradványok láthatók, ezek keletkezése ismeretlen.
1910-ben 1638 lakosából 36 magyar, 85 német, 1493 román volt. Ebből 88 római katolikus, 1512 görögkeleti ortodox volt.
A trianoni békeszerződés előtt Torontál vármegye Párdányi járásához tartozott.

## Közlekedés
A települést érinti a Temesvár–Torontálkeresztes-vasútvonal.

## Nevezetességek
- Görögkeleti temploma a 18. század közepén épült. 1880-ban építettek helyébe új templomot.

A falu temetőjének imaháza helyén a hagyományok szerint egykor kolostor állt. Az imaházban levő kút vizének pedig a környékbeliek gyógyhatást tulajdonítanak és Szent György napján és Pünkösdkor búcsúra járnak ide.

## Források

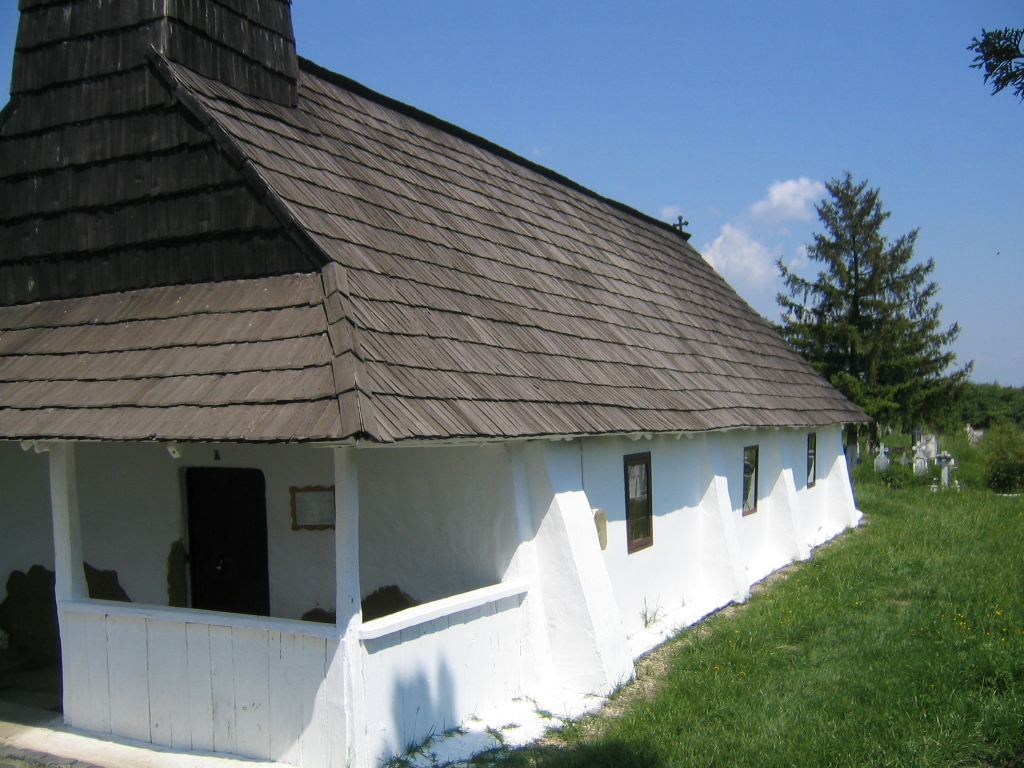
Csebze görögkeleti ortodox temploma

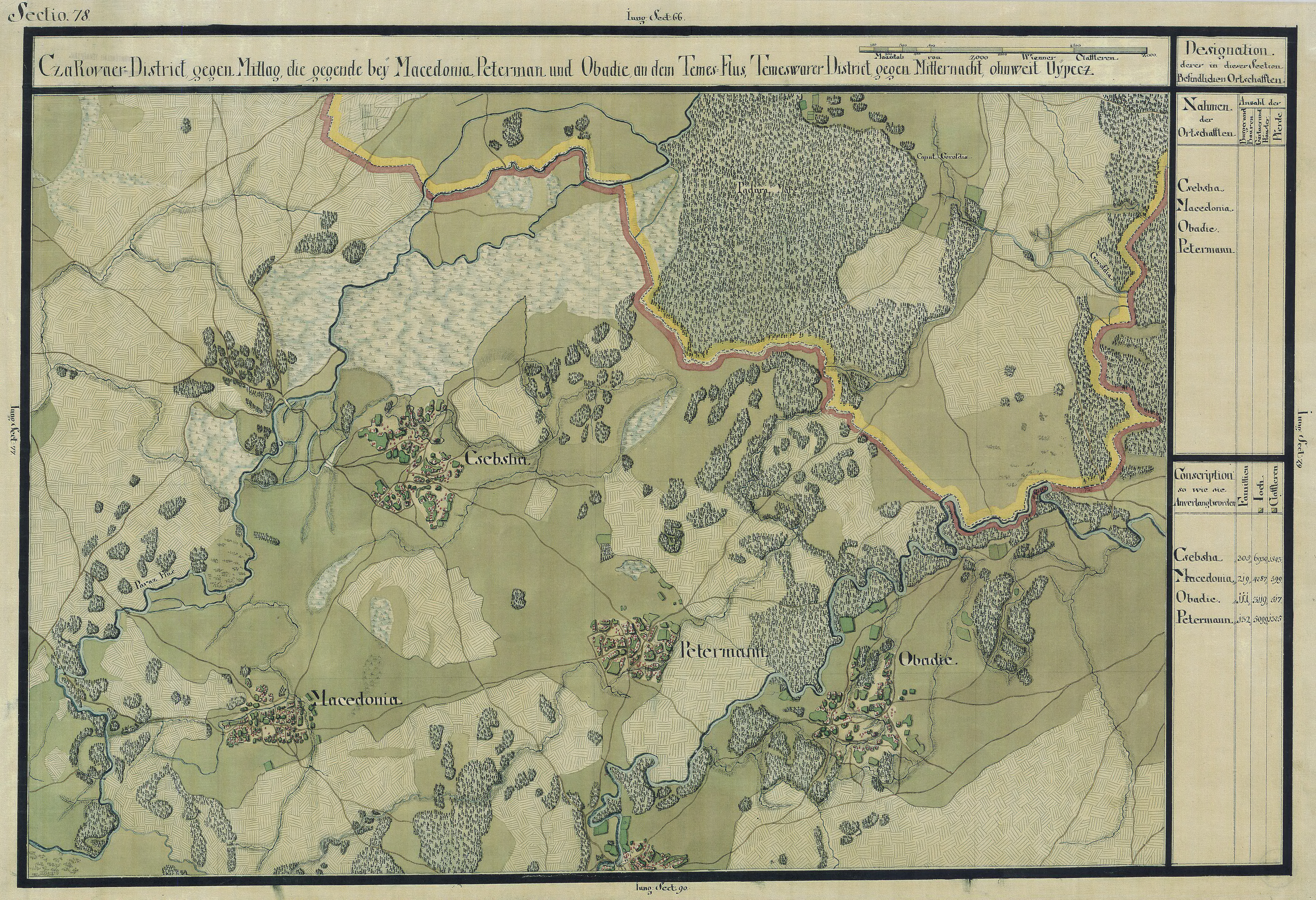
Csebze egy régi katonai térképen